# Ismail Qemali
Ismail Qemali Bej (ur. 16 stycznia 1844 we Wlorze, zm. 24 stycznia 1919 w Perugii) – albański mąż stanu, dyplomata, przywódca narodowy, premier i minister spraw zagranicznych pierwszego Rządu Tymczasowego Albanii (1912–1914). Uznawany za głównego architekta niepodległości Albanii, ogłoszonej 28 listopada 1912 roku we Wlorze. Określany mianem "Ojca Narodu Albańskiego" (Baba i Kombit Shqiptar).

## Wczesne życie i kariera w administracji osmańskiej (1844–1897)
Ismail Qemali urodził się w zamożnej i wpływowej rodzinie albańskiej we Wlorze (ówczesna Turcja). Ukończył grecką szkołę podstawową w rodzinnym mieście, a następnie prestiżowe Liceum Zografeion w Stambule. Biegle władał tureckim, albańskim, greckim, francuskim, włoskim i arabskim. Rozpoczął długoletnią karierę w służbie cywilnej Imperium Osmańskiego, obejmując stanowiska administracyjne w różnych prowincjach:
- Gubernatora (mutasarrıf) w Wlorze (1868),
- Gubernatora w Bitoli (Monastir) (1870),
- Członka Rady Stanu (Şûrâ-yı Devlet) (lata 70. i 80. XIX w.),
- Gubernatora (vali) prowincji Libanon (ze stolicą w Bejrucie) (1892).

Początkowo był zwolennikiem reform imperium w duchu liberalnym i decentralizacji, widząc przyszłość Albańczyków w ramach zmodernizowanej Turcji. Popierał rozwój edukacji w języku albańskim i uczestniczył w pracach nad standaryzacją alfabetu albańskiego, co niepokoiło władze centralne w Stambule. Jego krytyka autokratycznych rządów sułtana Abdülhamida II oraz zaangażowanie w sprawy albańskie doprowadziły do utraty stanowisk i łask dworu.

## Emigracja i działalność niepodległościowa (1897–1908)
W 1897 roku, oskarżony o spiskowanie przeciwko sułtanowi, Qemali został zmuszony do ucieczki z Imperium Osmańskiego. Okres emigracji (Ateny, Paryż, Genewa, Bruksela, Londyn, Rzym, Bukareszt, Wiedeń, Budapeszt) stał się kluczowy dla ukształtowania go jako przywódcy narodowego i dyplomaty sprawy albańskiej:
- Nawiązał kontakty z wpływowymi politykami i intelektualistami europejskimi, prezentując sprawę albańską i argumentując za autonomią lub niepodległością.
- Utrzymywał bliskie kontakty z albańskimi działaczami (m.in. Sami Frashërim, Faik Konica), uczestnicząc w życiu ruchu narodowego (Rilindja). Brał udział w Kongresie w Bitoli (1908), gdzie lobbował za przyjęciem alfabetu łacińskiego.
- Pisał artykuły do prasy europejskiej, demaskując represje osmańskie i propagując ideę niepodległości.
- Zabiegał o wsparcie międzynarodowe, szczególnie ze strony Austro-Węgier, które widziały w niezależnej Albanii przeciwwagę dla wpływów serbskich i rosyjskich. Korzystał z austriackiego wsparcia finansowego i politycznego, starając się zachować niezależność.

## Powrót do polityki osmańskiej i radykalizacja (1908–1912)
Rewolucja Młodoosmańska w 1908 roku i przywrócenie konstytucji umożliwiły Qemalemu powrót. Został wybrany deputowanym do parlamentu osmańskiego (Meclis-i Mebusan) z okręgu Berat. W parlamencie stał się czołowym rzecznikiem praw Albańczyków, domagając się autonomii dla albańskich prowincji, uznania języka albańskiego w administracji i edukacji oraz zniesienia nadużyć. Jednak rządy Komitetu Jedności i Postępu (CUP) szybko rozczarowały Albańczyków. Centralistyczne tendencje CUP i próby rozbrojenia albańskich oddziałów doprowadziły do serii powstań (1909–1912). Qemali, początkowo próbujący mediacji, uznał po stłumieniu powstania w 1910 roku, że jedyną realną drogą jest pełna niepodległość. Ostatecznie opuścił Stambuł.

## Proklamacja niepodległości i rząd tymczasowy (1912–1914)
W obliczu klęsk osmańskich w I wojnie bałkańskiej (1912) i realnego zagrożenia podziału ziem albańskich przez Serbię, Grecję i Czarnogórę, Qemali podjął decydujące działania. W połowie listopada 1912 roku przybył do Durrësu, a następnie do rodzinnej Wlory. Tam, 26 listopada, zgromadził w domu rodziny Alliu reprezentantów różnych regionów Albanii (choć nie wszystkich).
28 listopada 1912 roku Ismail Qemali, jako przewodniczący Zgromadzenia Narodowego (Pleqësia), odczytał w budynku dzisiejszego Muzeum Niepodległości we Wlorze Deklarację Niepodległości Albanii. Wywieszając na balkonie czerwony proporzec z czarnym dwugłowym orłem (nawiązujący do sztandaru Gjergja Kastriotiego Skanderbega), proklamował powstanie suwerennego państwa albańskiego. Zgromadzenie powołało Rząd Tymczasowy (Qeveria e Përkohshme) z Qemalim na czele jako premierem i ministrem spraw zagranicznych. Akt ten miał miejsce pomimo okupacji znacznych obszarów etnicznie albańskich przez wojska serbskie, greckie i czarnogórskie. Qemali natychmiast wysłał telegramy do wielkich mocarstw, prosząc o uznanie niepodległości i ochronę integralności terytorialnej nowego państwa.
Rząd Qemalego we Wlorze stanął przed ogromnymi wyzwaniami:
- Zabezpieczenie uznania międzynarodowego i granic przed roszczeniami sąsiadów. Konferencja Ambasadorów w Londynie uznała niepodległość Albanii w lipcu 1913 roku, ale jednocześnie narzuciła wybór obcego księcia na władcę (Wilhelm zu Wied)[13].
- Integracja wewnętrzna głęboko podzielonego kraju (podziały regionalne, klanowe, religijne). Władza rządu była ograniczona głównie do regionu Wlory.
- Zwalczanie zagrożeń zewnętrznych (okupacja) i wewnętrznych, szczególnie ze strony Esada Paszy Toptaniego, wpływowego feudała z Tirany, który współpracował z Serbią i dążył do obalenia rządu[11].
- Skrajny brak funduszy i infrastruktury państwowej.

Rząd Qemalego, działający w atmosferze ciągłego kryzysu i intryg (zwłaszcza Toptaniego wspieranego przez Włochy), był bardzo kruchy. W styczniu 1914 roku, na kilka tygodni przed przybyciem księcia Wilhelma, Qemali został zmuszony do rezygnacji pod presją międzynarodową i wewnętrzną.

## Ostatnie lata i śmierć (1914–1919)
Po rezygnacji Qemali opuścił Albanię. Próbował angażować się w politykę z emigracji, sprzeciwiając się okupacji albańskiej podczas I wojny światowej. Ostatecznie osiadł we Włoszech, w Perugii, gdzie zmarł 24 stycznia 1919 roku, krótko przed rozpoczęciem konferencji pokojowej w Paryżu. Jego prochy zostały sprowadzone do Wlory i pochowane z honorami państwowymi w 2002 roku.

## Dziedzictwo
Ismail Qemali jest powszechnie czczony w Albanii jako "Ojciec Niepodległości". Jego największym osiągnięciem było doprowadzenie do proklamacji niepodległości 28 listopada 1912 roku i stworzenie podstaw albańskiej państwowości w kluczowym momencie historycznym. Uosabiał dążenia Rilindji Kombëtare (Odrodzenia Narodowego) i stał się symbolem jedności narodowej, mimo głębokich podziałów w albańskim społeczeństwie. Jego wizja Albanii jako nowoczesnego, niepodległego państwa europejskiego pozostaje fundamentalna dla albańskiej tożsamości. Budynek we Wlorze, gdzie ogłoszono niepodległość, jest dziś Muzeum Niepodległości, a 28 listopada jest świętem narodowym.
Krytyka dotyczy głównie jego zależności od wsparcia Austro-Węgier, autorytarnych tendencji i niepowodzeń w integracji kraju oraz konfrontacji z Esadem Paszą Toptanim. Skład Zgromadzenia we Wlorze bywał też kwestionowany pod względem reprezentatywności.